# Karelija
Karelija (finski i karelski: Karjala, ruski: Каре́лия, švedski: Karelen) je područje u sjevernoj Europi koji je važan za rusku, finsku i švedsku povijest. Karelija je trenutačno podijeljena između Rusije (Republika Karelija i Lenjingradske oblasti) i Finske (Sjeverna i Južna Karelija). U Kareliji živi narod Karelijci.